# Nero a metà
Nero a metà è il terzo album in studio del cantautore italiano Pino Daniele, pubblicato nel 1980 dalla EMI Italiana.

## Descrizione
È l'album della definitiva maturazione ed affermazione a livello nazionale del cantautore partenopeo che - coadiuvato da ottimi musicisti della scena napoletana - crea un'opera sempre fresca anche nei brani che vanno al di fuori degli schemi allegramente blueseggianti cui il pubblico di Pino Daniele era ampiamente abituato. I brani "Nun me scuccià" e "Sotto 'o sole" recano la firma anche del batterista Mauro Spina.
Come si può leggere nelle note di copertina, l'album è dedicato al cantante degli Showmen Mario Musella, scomparso poco prima della pubblicazione del disco, definito da Pino Daniele "Nero a metà" in quanto figlio di madre napoletana e di padre nativo americano (in Italia per via della guerra).
L'album vendette oltre 300 000 copie ed è presente nella classifica dei 100 dischi italiani più belli di sempre secondo Rolling Stone Italia alla posizione numero 17.

## Promozione
Il disco è stato distribuito nel 1980 ed è stato promosso nello stesso anno dai singoli Nun me scoccià e Quanno chiove.
Il 3 giugno 2014 è stata commercializzata la Special Extended Edition, contenente l'album originale rimasterizzato, gli inediti Tira a carretta e Hotel Regina e alcune versioni demo e alternative. Il 27 novembre 2020 è stata invece pubblicata un'edizione doppio CD di Nero a metà il cui secondo disco contiene cinque brani registrati dal vivo il 30 aprile 1980 al Teatro Massimo di Pescara.

## Tracce
Testi e musiche di Pino Daniele.
Lato A
1. I Say i' sto ccà – 4:08
2. Musica musica – 2:49
3. Quanno chiove – 4:35
4. Puozze passà nu guaio – 3:05
5. Voglio di più – 4:02
6. Appocundria – 1:36

Lato B
1. A me me piace 'o blues – 3:01
2. E so cuntento 'e sta' – 4:29
3. Nun me scoccià – 3:35
4. Alleria – 3:11
5. A testa in giù – 3:44
6. Sotto 'o sole – 3:02

tracce: bonus della Special Extended Edition
1. Tira a carretta (inedito) – 1:46
2. Voglio di più (demo piano e voce) – 3:33
3. Puozze passà 'nu guaio (versione alternativa) – 3:26
4. A testa in giù (demo) – 3:44
5. Musica musica (demo) – 2:54
6. Alleria (demo) – 3:07
7. Nun me scoccià (demo) – 3:23
8. Appocundria (demo) – 2:23
9. E so' cuntento 'e stà (versione alternativa) – 4:25
10. Sotto 'o sole (versione alternativa) – 4:19
11. Hotel Regina (inedito strumentale) – 0:55

Nero a metà - Bootleg 1980 – CD bonus nella riedizione del 2020
1. Quanno chiove – 4:25
2. I Say i' sto ccà – 4:05
3. Napule e' – 4:54
4. Alleria – 3:31
5. A me me piace 'o blues – 5:20

## Formazione
- Pino Daniele – voce, chitarra acustica ed elettrica
- Ernesto Vitolo – tastiere (tracce: 1-5, 7-11)
- Gigi De Rienzo – basso (eccetto tracce: 9, 12)
- Agostino Marangolo – batteria (eccetto tracce: 9, 12)
- Rosario Jermano – percussioni (tracce: 1, 8, 12)
- Bruno De Filippi – armonica (traccia: 1)
- James Senese – sassofono tenore (tracce: 2, 3, 8)
- Tony Cercola – percussioni (traccia: 6)
- Enzo Avitabile – cori (traccia: 7)
- Karl Potter – conga (traccia: 8)
- Aldo Mercurio – basso (tracce: 9, 12)
- Mauro Spina – batteria (tracce: 9, 12)

## Classifiche

### Classifiche settimanali
| Classifica (1980) | Posizione massima |
| ----------------- | ----------------- |
| Italia            | 8                 |

### Classifiche di fine anno
| Classifica (1980) | Posizione |
| ----------------- | --------- |
| Italia            | 16        |